# Dołganów
Dołganów (deutscher Name: Dolgenow) ist ein kleiner Ort in der polnischen Landgemeinde Rąbino, die zum Powiat Świdwiński in der Woiwodschaft Westpommern gehört. 13 Kilometer nordöstlich der Kreisstadt Świdwin liegt Dołganów am Fuße des 120 Meter hohen Czermna (Schwarzer Berg).

## Geschichte
Dolgenow ist ein altes Rittergutsdorf im Kreis Schivelbein und mit dem Nachbarort Klötzin (heute polnisch: Kłodzino) verbunden, mit dem es eine Gemeinde im Amtsbezirk Kreitzig (Krzecko) bildete.
Im Jahr 1540 gelangt Dolgenow – wie Klötzin – in den Besitz des Johanniterordens, und 1621 wird Lorenz von Wachholz mit Dolgenow belehnt. 1804 ist es im Besitz von Christoph Radüge, dem auch Retzin (Rzecino) im Kreis Belgard gehört. Im Jahre 1928 schließlich ist Ernst Schmeling Eigentümer des Rittergutes mit einer Größe von immerhin 744 Hektar. Ernst Schmeling hatte sechs Kinder, er selbst nahm sich 1940 das Leben, da er das was geschah kommen sah und auf seinem eigenen Grund und Boden beerdigt sein wollte. Im März 1945 marschierte die Rote Armee in Dolgenow ein. Der Ort kam zu Polen, und die angestammte Bevölkerung musste den Ort verlassen.
Heute gehört Dołganów zur Landgemeinde (Gmina) Rąbino.

## Kirche
Dolgenow gehörte zur Kirchengemeinde Klötzin, die Tochtergemeinde im Kirchspiel Nelep (Nielep) des Kirchenkreises Schivelbein (Kirchenprovinz Pommern der Evangelischen Kirche der Altpreußischen Union) war. Das Kirchenpatronat von Dolgenow hatte zuletzt Rittergutsbesitzer Schmeling inne. Letzter deutscher Pfarrer war Georg Rößler in Nelep.

## Schule
Schulisch war Dolgenow mit Klötzin verbunden.

## Sehenswürdigkeiten
Besonders sehenswert im heutigen Dołganów ist die alte Parkanlage aus dem 19. Jahrhundert.